# Puzur-Sin z Kisz
Puzur-Sin (akad. Puzur-Sîn, tłum. „Ochroną jest bóg Sin”) – według Sumeryjskiej listy królów pierwszy władca IV dynastii z Kisz. Dotyczący go fragment brzmi następująco:
„W Kisz Puzur-Sin, syn Ku-Bau, został królem i panował przez 25 lat”.